# Crucify
Crucify – utwór i piąty singiel z debiutanckiej płyty Tori Amos pt. "Little Earthquakes".
Utwór ten został wydany na singlu w Europie i Australii.
Jest to też pierwszy minialbum Tori Amos wydany w maju 1992 roku. W 2003 roku utwór ukazał się na składankowym albumie "Tales of a Librarian".

## Opis utworu
Utwór ten opowiada o poświęceniu się dla Boga i miłości do ludzi.

## Lista utworów na singlu
UK CD single
1. "Crucify" (remix) – 4:18
2. "Here. In My Head" – 3:53
3. "Mary" – 4:27
4. "Crucify" (Alternate Mix) – 4:58 (misprinted as "LP Version")

Na debiutanckiej EPce artystki są koncertowe wersje utworów z płyty "Little Earthquakes", utwór "Winter" oraz 3 covery.

## Lista utworów na minialbumie
US EP single
1. "Crucify" (remix) – 4:18
2. "Winter" – 5:41
3. "Angie" (Mick Jagger, Keith Richards) – 4:25
4. "Smells Like Teen Spirit" (Kurt Cobain, Krist Novoselic, Dave Grohl) – 3:17
5. "Thank You" (Robert Plant, Jimmy Page) – 3:49

Limited UK EP single
1. "Little Earthquakes" (live) – 6:58
2. "Crucify" (live) – 5:19
3. "Precious Things" (live) – 5:03
4. "Mother" (live) – 6:37

## Notowania
| Lista (1992)                                     | Pozycja na liście |
| ------------------------------------------------ | ----------------- |
| Australia (ARIA)                                 | 83                |
| Kanada (Canadian Singles Chart)                  | 74                |
| Francja (SNEP)                                   | 17                |
| Niemcy (Media Control Charts)                    | 84                |
| Irish Singles Chart                              | 25                |
| Holandia (Single Top 100)                        | 79                |
| Nowa Zelandia (Official New Zealand Music Chart) | 17                |
| Szwecja (Sverigetopplistan)                      | 16                |
| UK Singles Chart                                 | 15                |
| US Billboard Modern Rock Tracks                  | 22                |